# Флегија
Флегија (грч. Phlegyas) (лат. Phlegyas) је син бога рата Ареса и орхоменске принцезе Хрисе, краљ Лапита.

## Митологија
Флегија је владао крајевима који су некада припадали Етеоклоу, пре него што је погинуо у рату седморице против Тебе, а наследио их је таста Алма.
Флегија је имао сина Иксиона, који је био отац кентаура и кћерку Корониду, која је постала мајка Асклепија.
Када му је бог Аполон, завео кћерку, Флегија је запалио његов храм у Орхоману. Љут због тога, Аполон је Флегија убио стрелом, а због тога га је Зевс казнио вечитом казном у подземном свету. Каква је то казна била није познато, па чак ни Пиндар, који је први описао Флегија о тој казни не износи никакве детаље.
Неки аутори Флегија нису сматрали за краља Лапита, већ су његове поданике називали Флегијевцима, а под тим именом срећемо их и код Хомера. Паусиније их описује као разбојнике које је Зевс истребио уз помоћ муња, громова и земљотреса. Преживели су страдали од куге које је на њих послао бог Аполон.